# 42 (число)
42 (сорок два) — натуральное число между 41 и 43.

## В математике
- Число 1042 называется тредециллион.
- 42 — чётное двузначное число.
- 42 — пятое число Каталана.
- Четвёртое меандровое число и седьмое открытое меандровое число[1][2].
- 42 — максимальное число кусков, на которые можно разрезать куб 6-ю плоскостями (то есть шестое число торта).
- 42 — сфеническое число.
- 42 — одиозное число.
- 42 — составное число.
- 42 — избыточное число.
- {\displaystyle 42=(-80538738812075974)^{3}+80435758145817515^{3}+12602123297335631^{3}} — последнее двухзначное число, для которого найдено разложение на сумму трёх кубов.[3]

## В науке
- 42 — атомный номер молибдена.
- 42,081 — молярная масса пропилена, ненасыщенного углеводорода, класса алкенов.
- (42) Изида — астероид.
- Туманность Ориона (M42) — объект в каталоге туманностей Мессье.
- M42 «Дастер» — зенитная самоходная установка США 1950-х годов.
- Type 42 destroyer — эскадренные миноносцы ВМС Великобритании, также известные как эсминцы типа «Шеффилд».
- «2001 DA42» — астероид.
- Приближённое отношение силы электромагнитного взаимодействия к гравитационной для электронов:

{\displaystyle k={\frac {e^{2}}{4\pi \varepsilon Gm_{e}^{2}}}\approx 4,2\cdot 10^{42}}

## В литературе
- В романе Д. Адамса «Автостопом по галактике» 42 — ответ на главный вопрос жизни, вселенной и всего такого.
- В 1-м томе «Фейнмановских Лекций по Физике» на стр. 137 приведена константа, содержащая это число:

Если мы измерим в естественных единицах отталкивание двух электронов (возникающее из-за того, что у них есть заряд) и их притяжение (возникающее оттого, что у них есть масса), то мы можем получить и отношение электрического отталкивания к гравитационному притяжению. Отношение это не зависит от расстояния, это фундаментальная мировая константа. Гравитационное притяжение составляет {\displaystyle 1/4.17\cdot 10^{42}} от электрического отталкивания! Откуда же может возникнуть такое исполинское число в знаменателе? Оно же ведь не случайно, ведь это не отношение объёма Земли к объёму тли. Мы рассматриваем два естественных свойства одного и того же предмета — электрона. Это фантастическое число есть естественная константа, и в нём таятся какие-то глубинные свойства природы. Некоторые надеются, что если кто-нибудь однажды напишет «универсальное уравнение», то одним из его корней будет это число.

Как пример чего-то естественного выберем время, за которое свет проходит сквозь протон, {\displaystyle 10^{-24}} сек. Разделив это число на возраст Вселенной ({\displaystyle 2\cdot 10^{10}} лет {\displaystyle \approx 10^{18}} сек) получим {\displaystyle 10^{-42}} — число со столькими же нулями; поэтому и предлагают считать постоянную всемирного тяготения связанной с возрастом всего мира.
Оригинальный текст (англ.)If we take, in some natural units, the repulsion of two electrons (nature’s universal charge) due to electricity, and the attraction of two electrons due to their masses, we can measure the ratio of electrical repulsion to the gravitational attraction. The ratio is independent of the distance and is a fundamental constant of nature. ... The gravitational attraction relative to the electrical repulsion between two electrons is 1 divided by 4.17 × 1042! The question is, where does such a large number come from? It is not accidental, like the ratio of the volume of the earth to the volume of a flea. We have considered two natural aspects of the same thing, an electron. This fantastic number is a natural constant, so it involves something deep in nature. Where could such a tremendous number come from? Some say that we shall one day find the “universal equation,” and in it, one of the roots will be this number. ... As an example of something natural, let us consider the time it takes light to go across a proton, 10−24 second. If we compare this time with the age of the universe, 2 × 1010 years, the answer is 10−42. It has about the same number of zeros going off it, so it has been proposed that the gravitational constant is related to the age of the universe.

- По Библии — «Откровение Иоанна Богослова» (13:4) — 42 пророческих месяца или 1260 земных дней будет длиться царство Антихриста на Земле:

4 И поклонились зверю, говоря: кто подобен зверю сему? и кто может сразиться с ним?

5 И даны были ему уста, говорящие гордо и богохульно, и дана ему власть действовать сорок два месяца.

6 И отверз он уста свои для хулы на Бога, чтобы хулить имя Его, и жилище Его, и живущих на небе.

7 И дано было ему вести войну со святыми и победить их; и дана была ему власть над всяким коленом и народом, и языком и племенем.
Оригинальный текст (др.-греч.)4 καὶ προσεκύνησαν τῷ δράκοντι ὅτι ἔδωκεν τὴν ἐξουσίαν τῷ θηρίῳ, καὶ προσεκύνησαν τῷ θηρίῳ λέγοντες, Τίς ὅµοιος τῷ θηρίῳ, καὶ τίς δύναται πολεµῆσαι µετ’ αὐτοῦ;

5 Καὶ ἐδόθη αὐτῷ στόµα λαλοῦν µεγάλα καὶ βλασφηµίας, καὶ ἐδόθη αὐτῷ ἐξουσία ποιῆσαι µῆνας τεσσαράκοντα δύο.

6 καὶ ἤνοιξεν τὸ στόµα αὐτοῦ εἰς βλασφηµίας πρὸς τὸν θεόν, βλασφηµῆσαι τὸ ὄνοµα αὐτοῦ καὶ τὴν σκηνὴν αὐτοῦ, τοὺς ἐν τῷ οὐρανῷ σκηνοῦντας.

7 καὶ ἐδόθη αὐτῷ ποιῆσαι πόλεµον µετὰ τῶν ἁγίων καὶ νικῆσαι αὐτούς, καὶ ἐδόθη αὐτῷ ἐξουσία ἐπὶ πᾶσαν φυλὴν καὶ λαὸν καὶ γλῶσσαν καὶ ἔθνος.

- 42 — число родо́в Христа согласно Евангелию от Матфея (1:17):

Итак всех родов от Авраама до Давида четырнадцать родов; и от Давида до переселения в Вавилон четырнадцать родов; и от переселения в Вавилон до Христа четырнадцать родов.
- В книге «Алиса в Стране чудес» Льюиса Кэрролла, глава 12:

В эту минуту Король, который что-то поспешно писал в своей памятной книге, крикнул:

— Тишина! «Закон номер Сорок Два! — громко прочёл он. — Всем лицам ростом больше версты надлежит покинуть зал суда».

## В других областях
- Библия Гутенберга именуется 42-строчной, так как на каждый лист печатник смог уместить по 42 строки текста.
- Принципы Маат — 42 негативных признания на суде душ (папирус Ани).
- Древнеегипетская Книга мёртвых называет 42 смертных греха, за которые человек отвечает после смерти на суде Осириса.
- 42 — Код субъекта Российской Федерации Кемеровской области.
- В японском языке число 42 является омофоном слова «смерть». Произношение цифр созвучно со словами смерть (4) и человек (2).
- Бардо Тодол говорит о явлении 42 духов на девятый день после смерти.
- 42 — количество зубов у собаки.
- 42 фута — диаметр цирковой арены
- 42 км 195 м — марафонская дистанция лёгкой атлетики.
- 42 °C — критическая температура человеческого тела[4][5][6].
- 42 м/c — максимальная скорость ветра, которую способно выдержать практически любое дерево[7].
- 42 — число возможных вариантов расположения пары элементов на этапе F2L сборки кубика Рубика[8].
- 42 (42, братуха) — интернет-мем.[9]